# Ernesto de Paula
Ernesto de Paula (* 5. Februar 1899 in São Paulo, Brasilien; † 31. Dezember 1994) war Bischof von Piracicaba.

## Leben
Ernesto de Paula empfing am 14. August 1927 das Sakrament der Priesterweihe.
Am 22. November 1941 ernannte ihn Papst Pius XII. zum Bischof von Jacarezinho. Der Erzbischof von São Paulo, José Gaspar d’Afonseca e Silva, spendete ihm am 4. Januar 1942 die Bischofsweihe; Mitkonsekratoren waren der Bischof von São Carlos do Pinhal, Gastão Liberal Pinto, und der Bischof von Campinas, Paulo de Tarso Campos.
Pius XII. bestellte ihn am 30. Juni 1945 zum ersten Bischof von Piracicaba. Am 9. Januar 1960 nahm Papst Johannes XXIII. das von Ernesto de Paula vorgebrachte Rücktrittsgesuch an und ernannte ihn zum Titularbischof von Hierocaesarea.
Ernesto de Paula nahm an allen vier Sitzungsperioden des Zweiten Vatikanischen Konzils teil.